# Erik Charell
Erik Charell, né Erich Karl Löwenberg le 8 avril 1894 à Breslau en Silésie allemande (aujourd'hui Wrocław en Pologne) et mort le 15 juillet 1974 à Zoug en Suisse, est un réalisateur, acteur et scénariste allemand.
Le 18 novembre 2015, le Friedrichstadt-Palast a érigé solennellement en l'honneur de ses fondateurs Max Reinhardt, Hans Poelzig et Erik Charell le monument de la Friedrichstraße 107.

## Filmographie partielle

### Réalisateur
- 1931 : Le congrès s'amuse (Der Kongreß tanzt)
- 1934 : Cœur de tzigane (Caravan) - verion américaine
- 1934 : Caravane (Caravan) - version française

### Scénariste
- 1943 : What a Woman!, de Irving Cummings
- 1960 : L'Auberge du Cheval Blanc (Im weißen Rößl), de Werner Jacobs